# Novotîmofiivka, Snihurivka
Novotîmofiivka (în ucraineană Новотимофіївка) este localitatea de reședință a comunei Novotîmofiivka din raionul Snihurivka, regiunea Mîkolaiiv, Ucraina.

## Demografie
Componența lingvistică a localității Novotîmofiivka
     Ucraineană (93,12%)
     Rusă (3,96%)
     Română (2,24%)
Conform recensământului din 2001, majoritatea populației localității Novotîmofiivka era vorbitoare de ucraineană (93,12%), existând în minoritate și vorbitori de rusă (3,96%) și română (2,24%).